# Cluthia foresteri
Cluthia foresteri är en kräftdjursart som beskrevs av Brouwers 1990. Cluthia foresteri ingår i släktet Cluthia och familjen Leptocytheridae. Inga underarter finns listade i Catalogue of Life.